# Síndrome de Asperger
El síndrome de Asperger (SA , o AS por su abreviación en inglés), también llamado simplemente aspérger o ásperger, era considerado un trastorno del neurodesarrollo, caracterizado por dificultades significativas en la interacción social y la comunicación no verbal, junto con patrones de comportamiento e intereses restringidos y repetitivos. El síndrome ya no se reconoce como un diagnóstico en sí mismo, ya que se ha fusionado con otros  trastornos del espectro autista (TEA). Se consideró que se diferenciaba de otros diagnósticos que se fusionaron en el TEA por un lenguaje hablado y una inteligencia relativamente poco alterados.
El síndrome debe su nombre al pediatra austriaco Hans Asperger, quien, en 1944, describió a unos niños a su cargo que tenían dificultades para entablar amistad, no entendían los gestos ni los sentimientos de los demás, mantenían conversaciones unilaterales sobre sus intereses favoritos y eran torpes. En 1994, el diagnóstico de Asperger se incluyó en la cuarta edición (DSM-IV) del Manual diagnóstico y estadística de los trastornos mentales; con la publicación del DSM-5 en 2013 se eliminó el diagnóstico, y los síntomas se incluyen ahora dentro del trastorno del espectro autista, junto con el autismo clásico y el trastorno generalizado del desarrollo no especificado (TGD-NE). Del mismo modo, se fusionó con el trastorno del espectro autista en la Clasificación Internacional de Enfermedades (CIE-11) a 2021.
La causa exacta del Asperger es poco conocida. Aunque tiene una alta heredabilidad, la genética subyacente no se ha determinado de forma concluyente. También se cree que influyen los factores ambientales. Las imágenes cerebrales no han identificado una afección subyacente común. No existe un tratamiento único, y las directrices del Servicio Nacional de Salud del Reino Unido (NHS) sugieren que el «tratamiento» de cualquier forma de autismo no debería ser un objetivo, ya que el autismo no es «una enfermedad que pueda extirparse o curarse». Según el Real Colegio de Psiquiatras, si bien las afecciones concurrentes pueden requerir tratamiento, «el tratamiento del autismo en sí consiste principalmente en proporcionar la educación, la formación y el apoyo/cuidado social necesarios para mejorar la capacidad de la persona para desenvolverse en el mundo cotidiano». La eficacia de determinadas intervenciones para el autismo sólo está respaldada por datos limitados. Las intervenciones pueden incluir formación en habilidades sociales, terapia cognitivo-conductual, fisioterapia, logopedia, formación de los padres y medicación para los problemas asociados, como el estado de ánimo o la ansiedad. Las características autistas tienden a hacerse menos evidentes en la edad adulta, pero suelen persistir las dificultades sociales y de comunicación.
En 2015, se estimó que el Asperger afectaba a 37,2 millones de personas en todo el mundo, es decir, alrededor del 0,5 % de la población. El porcentaje exacto de personas afectadas no está firmemente establecido. El trastorno del espectro autista se diagnostica con más frecuencia en varones que en mujeres, y las mujeres suelen ser diagnosticadas a una edad más tardía. La concepción moderna del síndrome de Asperger surgió en 1981 y pasó por un periodo de popularización. Se convirtió en un diagnóstico estandarizado en la década de 1990, y se retiró como diagnóstico en 2013. Sigue habiendo muchas preguntas y controversias sobre esta condición.

## Historia
El término fue utilizado por primera vez por Lorna Wing en 1981 en una revista de psiquiatría y psicología, y lo denominó así en reconocimiento del trabajo previo de Hans Asperger, psiquiatra y pediatra austríaco que ya había descrito el síndrome en 1943 (en su trabajo para la habilitación como profesor y que publicó un año más tarde), es decir, casi simultáneamente con la descripción del autismo infantil realizada por Leo Kanner. No obstante, en 1925, la psiquiatra soviética Grunia Efímovna Sújareva ya había descrito el cuadro clínico del síndrome. Asperger utilizó la expresión «psicopatía autista», que se prestaba a confusiones por la asociación del término «psicopatía» con individuos de personalidad asocial. Según Wing, Asperger solo quiso usar la palabra «psicopatía» en el sentido técnico simple de «personalidad patológica». Sin embargo, los trabajos de Hans Asperger respecto del trastorno no se difundieron mucho a causa de la Segunda Guerra Mundial y finalmente se extraviaron durante el incendio de su clínica, de modo que sus investigaciones permanecieron ignoradas por la comunidad psiquiátrica, hasta que Lorna Wing las retomó. El reconocimiento internacional del síndrome de Asperger como una entidad clínica se dio en la década de 1990, y se incorporó por primera vez en el Manual diagnóstico y estadístico de los trastornos mentales, en su cuarta edición (DSM-IV, de 1994), es decir, cincuenta años después de que Asperger publicara por primera vez sus consideraciones acerca del trastorno.
El síndrome de Asperger es un diagnóstico relativamente nuevo en el campo del autismo. Según algunos autores, el propio Asperger, cuando era niño, podría haber presentado algunas de las características del síndrome que lleva su nombre como, por ejemplo, la lejanía y el talento en el lenguaje. La descripción que realizó Asperger en 1943 se basaba en cuatro casos clínicos de niños que fueron sus pacientes, los cuales tenían dificultades para integrarse socialmente. Estos niños carecían de habilidades de comunicación no verbal, no podían demostrar empatía con sus compañeros y eran, ciertamente, torpes físicamente. Asperger describió la «psicopatía autista» diciendo que se caracterizaba sobre todo por un aislamiento social. Cincuenta años más tarde, se han propuesto de manera tentativa variadas estandarizaciones del síndrome de Asperger como una entidad diagnóstica, muchas de las cuales difieren significativamente del trabajo original de Asperger.
A diferencia de la descripción que el mismo Asperger hizo en su tiempo de la psicopatía autista, en la que resaltaba su capacidad cognitiva superior, hoy se describe el síndrome de Asperger en personas que no presentan déficit de inteligencia, y se considera que esta puede hallarse en la media o por encima. En el contexto de la política de la eugenesia nazi, que tomó la medida de esterilizar y asesinar a aquellas personas que eran socialmente diferentes y a quienes presentaban una discapacidad mental, Asperger defendió apasionadamente el valor de las personas autistas al escribir textos como el siguiente:

Estamos convencidos, por tanto, de que las personas autistas tienen su lugar en el organismo de la comunidad social. Cumplen bien su papel, quizás mejor que lo que cualquier otro podría hacerlo, y estamos hablando de personas que en su infancia tuvieron las mayores dificultades y causaron indecibles preocupaciones a sus cuidadores.

Asperger también llamó a sus jóvenes pacientes «pequeños profesores», y creía que algunos serían capaces, años después, de alcanzar logros excepcionales y pensamientos originales. Su artículo se publicó durante la guerra y en alemán, de modo que aun antes del incendio de su consultorio no llegó a difundirse muy ampliamente en otros lugares del mundo hasta que Lorna Wing retomó el término.
El año 2006 se declaró el Año Internacional del Síndrome de Asperger, por cumplirse en ese año el centenario del nacimiento de Hans Asperger y el vigésimo quinto aniversario del momento en que la psiquiatra Lorna Wing dio a conocer internacionalmente el trastorno. A partir del año 2007, el 18 de febrero se celebra el Día Internacional del Síndrome de Asperger, en recuerdo del nacimiento del autor.

## Epidemiología
Las estimaciones realizadas acerca de la prevalencia del trastorno son muy variables. Una revisión de los estudios epidemiológicos infantiles efectuada en 2003 encontró que las tasas de prevalencia oscilaban entre los 0.03 y los 4.84 casos por cada 1000 individuos. La proporción de casos de autismo por cada caso de Asperger variaba desde 1.5:1 hasta 16:1. A partir de estos datos, se puede extraer una media geométrica de proporción autismo/Asperger de 5:1. Combinando este dato con una estimación conservadora de la prevalencia del autismo (1.3 casos por cada 1000 individuos), puede deducirse de forma indirecta que la prevalencia del SA puede oscilar en torno a los 0.26 casos por cada 1000 individuos. Se estima que más de la mitad de los casos alcanzan la edad adulta sin diagnóstico.
Parte de la variabilidad que se observa en las distintas estimaciones, se deriva de las diferencias existentes entre los diversos criterios diagnósticos. Por ejemplo, un estudio relativamente reducido de 2007 realizado en Finlandia sobre una muestra de 5484 niños de ocho años halló que 2.9 de cada 1000 niños cumplían los criterios establecidos por la CIE-10 para el diagnóstico del Asperger; 2.7 de cada 1000 cumplían los criterios de Gillberg y Gillberg, 2.5 cumplían los del DSM-IV y 1.6 cumplían los de Szatmari et al. Parece que los niños muestran una mayor predisposición que las niñas a padecer el síndrome; las estimaciones sobre esta proporción varían desde una razón de 1.6:1 hasta una de 4:1, según los criterios de Gillberg y Gillberg.
La ansiedad y la depresión mayor son los dos trastornos que más comúnmente se manifiestan a la vez. Se estima que en el 65 % de los casos de Asperger existe comorbilidad con estos dos trastornos. La depresión es habitual en adolescentes y adultos, los niños son más proclives a presentar un trastorno por déficit de atención con hiperactividad. Algunos estudios han asociado el SA con enfermedades médicas como la aminoaciduria y la hiperlaxitud, pero se trata de casos aislados o de estudios poco extensos. Un trabajo realizado con varones con SA reveló un porcentaje elevado de epilepsia, así como un trastorno de aprendizaje no verbal (51 %). También se ha asociado el SA con los tics, el síndrome de Tourette y el trastorno bipolar. Además, las conductas repetitivas características del SA guardan muchas similitudes con la sintomatología asociada al trastorno obsesivo-compulsivo y al trastorno obsesivo-compulsivo de la personalidad. No obstante, muchos de estos estudios se basan en muestras clínicas, o carecen de mediciones estandarizadas. En cualquier caso, es relativamente frecuente la presencia de trastornos concomitantes.

## Fisiopatología

### Mecanismos cerebrales implicados
El síndrome de Asperger parece ser el resultado de la acción de diversos factores del desarrollo que no tienen efectos localizados, sino que más bien afectan a gran parte o a la totalidad de los sistemas de funcionamiento cerebral. A pesar de que aún se desconocen tanto los fundamentos específicos del SA como los factores que lo hacen diferente del resto de trastornos del espectro autista, y de que no se ha puesto de manifiesto una sintomatología común a todos los casos de SA, sigue considerándose la posibilidad de que los mecanismos responsables del SA difieran de los de otros trastornos del espectro autista.
Los estudios neuroanatómicos y las asociaciones con los teratógenos indican firmemente que existe una alteración del desarrollo cerebral que tiene lugar poco después de la concepción. Una migración anormal de las células embrionarias durante el desarrollo fetal puede afectar a la estructura final del cerebro, así como a su conectividad. El resultado es una alteración en los circuitos neuronales que controlan el pensamiento y la conducta. Existen diversas teorías que tratan de explicar el mecanismo por el que tienen lugar estos procesos, pero ninguna de ellas ha logrado ofrecer una explicación completa.

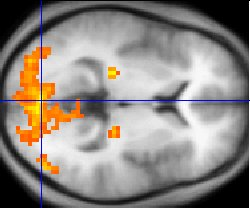
La imagen por resonancia magnética funcional proporciona algunas pruebas que apoyan tanto la teoría de la baja conectividad como la teoría de las neuronas especulares.

La teoría de la baja conectividad hipotetiza un bajo nivel de funcionamiento de las conexiones neuronales de alto nivel y de su sincronización, al mismo tiempo que tiene lugar un exceso de procesos de bajo nivel. Este mecanismo sería compatible con otras teorías del procesamiento general, como la teoría de la coherencia central débil, que hipotetiza que la base de los trastornos del espectro autista consiste en un estilo cognitivo caracterizado por una capacidad limitada para prestar atención a la totalidad, y una tendencia a centrarse en los componentes más específicos de forma separada. Otra teoría relacionada (sobre el rendimiento perceptual mejorado en casos de autismo) se centra más en la superioridad de las operaciones perceptivas y localmente orientadas presente en individuos con autismo.
La teoría del sistema de las neuronas espejo (SNE) hipotetiza que las alteraciones en el desarrollo del SNE dificultan los procesos naturales de imitación, lo que provoca el deterioro de la interacción social característico del SA. Por ejemplo, un estudio encontró que se produce un retraso en la activación del circuito central de la imitación en individuos con SA. Esta teoría concuerda con las teorías de la cognición social, como la teoría de la mente, que hipotetiza que las conductas autistas se derivan de un deterioro en la capacidad de realizar atribuciones de estados mentales a uno mismo y a los demás, o la teoría de la hiper-sistematización, que hipotetiza que los individuos con autismo pueden sistematizar las operaciones internas para responder ante sucesos de tipo interno, pero son menos eficaces a la hora de empatizar y responder a sucesos generados por otros.
Otros posibles mecanismos hacen referencia a una disfunción en los circuitos serotoninérgicos o a una disfunción cerebelar.

### Patología
Según la definición plasmada en las conclusiones del Segundo Congreso Internacional sobre el Síndrome de Asperger, realizado en Sevilla en 2016, se trata de una discapacidad social de aparición temprana, que conlleva una alteración en el procesamiento de la información.
La persona que lo presenta puede llegar a tener una inteligencia superior a la media, aunque en la gran mayoría de los casos, el CI global del individuo suele ser normal, a diferencia del autismo de alto funcionamiento, y se observa una superioridad del CI verbal sobre el manipulativo. Ocasionalmente, los individuos con Asperger exhiben un manejo verbal atípico o excepcional; no obstante, en aquellas tareas verbales para cuya realización se requiere de un grado elevado de interacción social, las puntuaciones verbales pueden llegar a descender. Los sujetos diagnosticados con Asperger presentan ciertos estilos de procesamiento cognitivo alternativos muy particulares, y muestran en particular la capacidad de observar y señalar detalles que escapan a la mayoría de las personas neurotípicas, y, con frecuencia, habilidades especiales en ciertas áreas del procesamiento.
Las personas que no son autistas (neurotípicas) poseen un sofisticado sentido de reconocimiento de los estados emocionales ajenos (empatía). La mayoría es capaz de asociar información acerca de los estados cognitivos y emocionales de otros basándose en pistas otorgadas por el entorno (señales sociales) y el lenguaje corporal de la otra persona. La mayoría de personas con Síndrome de Asperger no cuentan con esta habilidad, la cual se da a entender como una «falta de empatía». Se puede decir que tienen una especie de «ceguera emocional». Para las personas más severamente afectadas puede resultar imposible incluso reconocer el significado de una sonrisa o, en el peor de los casos, simplemente no reconocer ningún otro gesto facial, corporal o cualquier otro matiz de comunicación no verbal. Del mismo modo, el control voluntario de la mímica facial puede estar comprometido. Es frecuente que las sonrisas «voluntarias» en las fotografías familiares sean una colección de muecas sin gracia. Por el contrario, las sonrisas espontáneas suelen ser normales. Las personas con SA, en general son incapaces de «leer entre líneas», es decir, se les escapan las implicaciones ocultas en lo que una persona le dice de forma directa y verbal, y poseen una discapacidad semántica que les impide procesar o generar mensajes con significados ambiguos o simultáneos que son comunes en la conversación, y a veces son inconscientes de la existencia misma de esta dimensión del lenguaje, si bien, con el tiempo, pueden llegar a entenderla.
Estas circunstancias conllevan numerosos problemas durante la infancia y la vida adulta. Cuando un maestro pregunta a un niño con Asperger que ha olvidado su trabajo escolar «¿Qué pasa?¿Tu perro se comió tu tarea?», el niño con Asperger permanecerá silencioso tratando de decidir si debe explicar a su maestro que él no tiene perro y que, además, los perros no comen papel. Esto es, el niño no comprende el sentido figurado de la pregunta, o no puede inferir lo que el maestro quiere decir a partir de su tono de voz, de su postura o de su expresión facial. Ante tanta perplejidad, el niño podría responder con una frase totalmente sin relación con lo que se está hablando (como por ejemplo, «¿Sabe que mi padre se ha comprado un ordenador nuevo?»). Ante esto, y ante la falta de detección del síndrome de Asperger, erróneamente el maestro podría concluir que el niño es arrogante, tenaz, testarudo, o «grosero».
Es importante notar, sin embargo, que debido a que es un trastorno con un grado de gravedad variable, algunos pacientes se aproximan a un nivel de normalidad en sus habilidades de comprensión e interpretación de las señales no verbales. Encuentran particularmente abrumador el contacto ocular y, por lo tanto, con frecuencia lo evitan. Esta falta de contacto ocular puede llevar a mayores dificultades para interpretar emociones ajenas en la forma como lo interpretan los demás.
Los pacientes afectados por el síndrome de Asperger suelen mostrar obsesiones por temas específicos como, por ejemplo, la astronomía, los dinosaurios, las manualidades (madera, ladrillos, etc.), la construcción de maquetas, los medios de transporte (por ejemplo, los trenes o aviones) o los ordenadores y llegan a dominar tempranamente su área de interés. Debido a este fenómeno, Hans Asperger llamó a sus jóvenes pacientes «pequeños profesores», debido a que pacientes de tan sólo dieciséis años de edad conocían su área de interés con la profesionalidad de un profesor universitario.
En términos generales, se sienten atraídos por el orden y la clasificación de las cosas. Cuando estos intereses coinciden con una tarea útil desde el ámbito material o social, el individuo con Asperger puede lograr una vida ampliamente productiva. En la carrera por dominar su interés, los individuos con Asperger a menudo manifiestan un razonamiento extremadamente refinado, una gran concentración, una actitud perfeccionista y una memoria tenaz.
Del mismo modo, el síndrome de Asperger también puede causar problemas en la interacción social con los padres, ya que los niños no responden a los patrones habituales de socialización. Las dificultades para interpretar las sutiles pistas de la comunicación no verbal pueden llevar al paciente a conflictos frecuentes e incluso a ser ignorado en sus necesidades básicas. El niño o adolescente con síndrome de Asperger con frecuencia se siente confundido porque no puede comprender en qué se equivocó o por qué razón es rechazado por los demás. El resultado de dichos rechazos suele generar depresión, ansiedad, nerviosismo, deseos de suicidio, ira, conductas antisociales, conductas obsesivas y agravamiento de comportamientos inapropiados, con el consecuente aislamiento social.
Los afectados en edad preadolescente y adolescente suelen ser víctimas de marginación y acoso escolar por parte de sus compañeros de estudios, por lo que esta circunstancia dificulta su integración social futura y su avance en los estudios.

## Etiología
Desde la primera descripción del síndrome, Hans Asperger notó la semejanza que existía entre los niños afectados y sus padres. Desde entonces se ha reconocido el carácter genético de la afección, aunque se desconocen los mecanismos básicos. Aunque aún no se ha identificado ningún gen específico responsable, se cree que hay múltiples factores que desempeñan un papel en la expresión génica de la bipolaridad, dada la variabilidad genética observada en los niños con SA. Se ha observado una alta incidencia de síntomas similares a los del SA, aunque más atenuados, entre familiares de personas diagnosticadas con Asperger. Aquí se incluirían dificultades leves en la interacción social, el lenguaje o la lectura. La mayoría de las investigaciones sugieren que todos los trastornos del espectro autista comparten los mismos mecanismos genéticos, pero en el caso del SA, este componente genético puede ser mayor. Probablemente existe un grupo común de genes en los que determinados alelos predisponen a una vulnerabilidad individual para desarrollar el SA. Si este fuera el caso, cada combinación concreta de estos alelos podría determinar la gravedad de los síntomas en cada caso.
Se han asociado algunos casos de trastornos del espectro autista con una exposición a agentes teratógenos (agentes que provocan enfermedades congénitas) durante las ocho primeras semanas de gestación. Aunque esto no excluye la posibilidad de que los trastornos del espectro autista puedan comenzar más adelante, existen evidencias firmes de que el síndrome hace su aparición en fases tempranas del desarrollo. Se ha hipotetizado la influencia de muchos factores ambientales tras el nacimiento, pero ninguna investigación científica ha podido confirmar estas hipótesis.
Haciendo un análisis de los datos recolectados hasta el momento es muy probable que se trate de una condición poligénica, en la cual la posesión de los alelos menos favorecidos de un conjunto de genes funcionalmente relacionados llevaría a la expresión del síndrome. Los genes probablemente involucrados están asociados con la neurotransmisión monoaminérgica en la región prefrontal y/o las proteínas de «andamiaje sináptico» asociadas a la constitución de circuitos estables durante el proceso del desarrollo neural (como la neurexina). Justamente el carácter poligénico explicaría tanto su variabilidad clínica (lo que se ha dado en llamar el «espectro Asperger»).

## Características

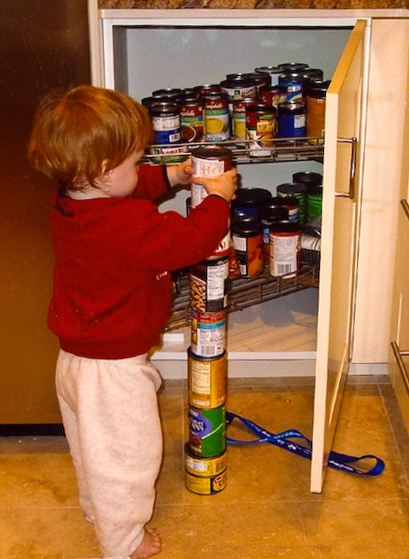
Las personas con síndrome de Asperger a menudo muestran conductas repetitivas o estereotipadas, como la de este niño apilando latas.

El síndrome de Asperger es un trastorno generalizado del desarrollo, por lo que se caracteriza por la presencia de un conjunto de síntomas relacionados, más que por la de un único síntoma aislado. Entre sus características habituales se encuentra la presencia de un deterioro cualitativo en la interacción social, así como de patrones estereotipados y restringidos de comportamientos, actividades e intereses. No se observa un retraso clínicamente significativo en el desarrollo cognitivo, y tampoco se producen retrasos en la adquisición del lenguaje. También resulta habitual la presencia de preocupaciones intensas acerca de algún tema concreto, verborrea unidireccional, una restricción de la prosodia o cierto grado de torpeza física, pero estos síntomas no son requisitos indispensables para que pueda realizarse el diagnóstico.
El síndrome de Asperger se manifiesta de diferente forma en cada individuo pero todos tienen en común las dificultades para la interacción social, alteraciones de los patrones de comunicación verbal y no-verbal, intereses restringidos, inflexibilidad cognitiva y comportamental, dificultades para la abstracción de conceptos, coherencia central débil en beneficio del procesamiento de los detalles, interpretación literal del lenguaje, dificultades en las funciones ejecutivas y de planificación, la interpretación de los sentimientos y emociones ajenos y propios.[cita requerida]

### Interacción social y afectividad
Posiblemente, el aspecto más disfuncional del síndrome de Asperger sea la ausencia evidente de empatía. Los individuos con SA experimentan dificultades en aspectos básicos de la interacción social, lo que puede incluir dificultades para forjar amistades, o para compartir satisfacciones o actividades gratificantes con otras personas (por ejemplo, mostrarle a otros un interés propio en determinados objetos). También puede existir una ausencia de reciprocidad social o emocional, y un deterioro en la comunicación no verbal en áreas como el contacto ocular, la expresión facial, la postura o el gesto.
Las personas con SA pueden no mostrarse tan retraídos ante los demás como harían las personas con formas de autismo más debilitantes; se aproximan a los demás, aunque les resulte difícil. Por ejemplo, una persona con SA puede iniciar un discurso unidireccional y prolijo sobre su tema favorito, malinterpretando o no reconociendo correctamente las reacciones o los sentimientos de sus oyentes, como por ejemplo, la necesidad de privacidad o la prisa por irse. Estos fracasos a la hora de reaccionar de forma apropiada ante una interacción social pueden ser interpretados como una falta de atención a los sentimientos de los demás, dando una imagen de aparente insensibilidad. No obstante, no todas las personas con SA muestran conductas de aproximación hacia los demás. Algunos de ellos pueden llegar a desarrollar un mutismo selectivo, restringiendo sus comunicaciones verbales a un grupo específico de personas. Algunos pueden elegir hablar solamente a aquellas personas que les resultan agradables.
La capacidad cognitiva de los niños con SA suele permitirles comportarse de acuerdo a normas sociales en un contexto de laboratorio, donde pueden ser capaces de mostrar una comprensión teórica de las emociones de otras personas. No obstante, suelen tener dificultades a la hora de trasladar estos conocimientos teóricos a situaciones de la vida real. Las personas con SA pueden analizar y convertir sus observaciones sobre la interacción social en guías o pautas de actuación rígidas, aplicando estas directrices de manera poco habilidosa (por ejemplo, forzando el contacto ocular), dando como resultado un comportamiento aparentemente rígido o socialmente ingenuo. El hecho de acumular una historia de fracasos en intercambios de tipo social puede llevar a atenuar el deseo infantil de establecer relaciones de compañerismo.
Una característica resaltante de los individuos con síndrome de Asperger es su incapacidad para reconocer intuitivamente las señales no verbales o paralingüísticas emitidas por otras personas, así como para generar las equivalentes propias. Por lo cual, el contacto y el comportamiento comunicacional de los que padecen el síndrome de Asperger puede parecer «extraño», torpe, gracioso o arrogante, o bien, ser confundido con una variante leve del autismo infantil temprano (Síndrome de Kanner). Sin embargo, debido a que la inteligencia de la mayoría de las personas con Asperger es normal, el resto de las personas, en general, no los percibe como autistas sino como personas con un comportamiento muy peculiar. Notoriamente, el síndrome de Asperger en ocasiones se da en concomitancia con una inteligencia superior a la normal, o con un talento superior en una o múltiples áreas específicas, a modo de savantismo. Este trastorno, que se considera congénito y no curable, puede ser detectado a partir del cuarto año de vida.
Se ha investigado la hipótesis de que las personas con SA puedan tener una predisposición a mostrar comportamientos violentos o criminales, pero los datos no apoyan esta suposición. Existen otros estudios que sugieren que, más bien al contrario, los niños con SA suelen desempeñar más frecuentemente el papel de víctima de este tipo de comportamientos. Una revisión llevada a cabo en el año 2008 encontró que en un gran número de casos de criminales violentos diagnosticados con SA, coexistían otros trastornos psiquiátricos como el trastorno esquizoafectivo. Existen casos en los que las personas con SA que exhiben conductas violentas o destructivas tienen antecedentes de haber sufrido de bullying o acoso escolar en edades tempranas de su vida.
Respecto del área emocional y afectiva, Hans Asperger consideró que sus sujetos de experimentación no eran cuantitativamente menos sensibles en cuanto a sus emociones, sino que más bien se trataba de una diferencia cualitativa. La autora autista Temple Grandin manifestó respecto de sus sentimientos: «Mis emociones son más simples que las de la mayoría de las otras personas. No sé lo que es una emoción compleja en una relación interpersonal. Solo entiendo emociones sencillas como ira, miedo, alegría y tristeza».

### Comportamientos e intereses restringidos y repetitivos
Las personas con síndrome de Asperger suelen mostrar conductas, intereses y actividades restringidas y repetitivas, en ocasiones de forma anormalmente intensa o focalizada. Pueden verse atrapados en rutinas inflexibles, realizar movimientos repetitivos o estereotipados, o mostrar una gran preocupación o interés por determinados componentes de algunos objetos. Una de las características más llamativas del SA es la fijación por determinadas áreas de interés específicas y muy concretas. Por ejemplo, pueden recopilar grandes cantidades de información sobre un tema relativamente concreto, como los datos meteorológicos o los nombres de las estrellas, sin que exista necesariamente una auténtica comprensión global del tema de interés. Así, un niño puede presentar un interés en memorizar números de serie de modelos de cámaras fotográficas sin que exista en él un interés por la fotografía. Este comportamiento suele manifestarse en la edad escolar, normalmente a los 5 o 6 años según estudios realizados en Brasil. Aunque estos intereses pueden variar, suelen hacerse más inusuales y centralizados con el tiempo, de forma que a menudo pueden llegar a dominar las interacciones sociales hasta el punto de que la familia cercana del niño acabe involucrándose en ellos. Dado que resulta frecuente que los niños desarrollen algún tipo de interés sobre un tema muy concreto, es posible que estos síntomas sean pasados por alto.
Las conductas motrices estereotipadas y repetitivas son una parte esencial del diagnóstico de SA y otros trastornos del espectro autista. Aquí se incluyen desde algunos movimientos con las manos, como aleteos o giros, hasta movimientos complejos que involucran a todo el cuerpo. Estos movimientos suelen parecer más voluntarios o ritualizados que los tics, que por lo general son más rápidos, menos rítmicos, y a menudo, menos simétricos.
De acuerdo con la prueba diagnóstica denominada «Evaluador de Asperger en Adultos» (Adult Asperger Assessment), resulta habitual en los adultos con SA una falta de interés en la ficción, hallándose una mayor preferencia por los aspectos de la realidad.

### Lenguaje y discurso
Las personas con síndrome de Asperger no presentan retraso a nivel cognitivo, ni del habla. Aunque adquieren las habilidades lingüísticas sin que exista un retraso general significativo, y su discurso no suele presentar anormalidades significativas, su adquisición y uso del lenguaje suelen presentar características atípicas. Algunas de estas anormalidades son: polifrasia, transiciones abruptas, interpretaciones literales, falta de comprensión de matices, uso de metáforas que sólo tienen significado para ellos mismos, déficit en la percepción auditiva, habla afectada (excesivamente pomposa o formal), discursos idiosincráticos (uso de tecnicismos, cultismos y modismos extranjeros) y alteraciones en el volumen, tono, entonación, prosodia y ritmo del habla. También se ha observado la presencia de ecolalias.
Los déficits sociales están presentes en las dificultades de lenguaje, las pautas en el ritmo de la conversación y es frecuente la alteración de la prosodia (entonación, volumen, timbre de voz, etc.). Asimismo suelen estarlo los patrones de contacto ocular, gestual, etc. Presentan dificultades para la interacción social y su interés suele centrarse en campos del conocimiento muy concretos y restringidos.
Existen tres aspectos en los patrones de comunicación que tienen interés clínico: prosodia pobre, habla tangencial y circunstancial, y una marcada locuacidad. Aunque la inflexión y la entonación pueden ser menos rígidas o monótonas que en caso del autismo, las personas con SA a menudo adolecen de un rango limitado de entonación: el discurso puede ser inusualmente rápido, entrecortado o fuerte, pudiendo en ocasiones resultar incoherente. El estilo conversacional a menudo incluye monólogos acerca de temas que pueden llegar a aburrir al oyente; errores a la hora de proporcionar un contexto apropiado para los comentarios emitidos; o fallos a la hora de suprimir los pensamientos internos. Las personas con SA pueden no ser capaces de darse cuenta de si su interlocutor está interesado en el tema de conversación mantenido. Puede que nunca lleguen a exponer una conclusión acerca del tema del que están hablando, y los intentos del oyente para entrar en detalles sobre el contenido o la lógica del discurso, así como para desviar la conversación hacia asuntos relacionados, suelen fracasar.
Los niños con SA pueden tener un vocabulario muy fuerte a una temprana edad, y han sido denominados coloquialmente como «pequeños profesores», pero pueden tener dificultades a la hora de comprender el lenguaje figurado, y tienden a utilizar un registro literal. Asimismo, los niños con SA parecen mostrar una debilidad particular en aspectos del lenguaje no literales, como el humor, la ironía o las bromas. Aunque estas personas suelen entender las bases cognitivas del humor, parecen no ser conscientes de la utilidad del humor como una forma de compartir con otras personas un momento agradable. A pesar de la existencia de evidencias firmes que apoyan este deterioro generalizado en la comprensión del humor, se han descrito casos de individuos con SA sin este tipo de problemas que parecen contradecir algunas teorías psicológicas explicativas del SA y el trastorno autista.
También es muy común que estas personas utilicen en el lenguaje palabras consideradas «extrañas» para las demás personas, modismos extranjeros o tecnicismos en contraposición al lenguaje coloquial.
En ocasiones, algunos individuos con SA pueden tener mutismo selectivo como comorbilidad, de un modo especial cuando se sienten agobiados, presionados, estresados o producto de bloqueos mentales.

### Inteligencia
Mientras que en el autismo infantil temprano e incluso en el autismo altamente funcional la inteligencia se ve regularmente afectada, las personas con síndrome de Asperger presentan en su mayoría una inteligencia normal. Entre los niños con Asperger se observa ocasionalmente además hiperlexia. Con frecuencia, los niños con Asperger tienen un perfil de inteligencia no homogénea. A menudo muestran fortalezas en relación con temas verbales de las pruebas de inteligencia. Este criterio también puede considerarse para la delimitación con el autismo de alto funcionamiento, donde las personas a menudo muestran un menor rendimiento lingüístico, mientras son mejores sus resultados en las tareas manuales o de inteligencia de ejecución.

#### Síndrome de Asperger y genialidad
Hans Asperger escribió: «Al parecer, se requiere un chorrito de autismo para el éxito en la ciencia o en el arte». La cuestión de la relación entre el síndrome de Asperger y los rendimientos destacados ha ocupado al psiquiatra infantil irlandés Michael Fitzgerald, que ha publicado desde 1999 una serie de artículos y libros en los que estudia la presencia de signos de síndrome de Asperger en las biografías de personalidades famosas. Fitzgerald está convencido de que muchas de las características del síndrome de Asperger favorecen la creatividad y que serían características de este síndrome la capacidad de concentrarse de manera intensiva en un objeto y soportar el esfuerzo de una interminable fatiga en pro de un trabajo creativo. Otros investigadores como Christopher Gillberg y Oliver Sacks han realizado también intentos de diagnóstico póstumo. En torno a algunas personalidades como Isaac Newton, Albert Einstein, Alan Turing o Mozart, entre otras, han surgido verdaderas controversias. Finalmente otros investigadores se manifiestan fundamentalmente escépticos frente a este tipo de intentos de diagnósticos, como por ejemplo Fred Volkmar del Yale Child Study Center, quien ha señalado: «Lamentablemente existe una suerte de industria casera dedicada a descubrir que cualquiera tiene Asperger». Además, las habilidades especiales se dan solamente en áreas muy restringidas.

#### Problemas de aprendizaje y concentración
Por otra parte, algunos niños con síndrome de Asperger se detectan clínicamente justamente porque no pueden dirigir a voluntad su atención y muestran un alto grado de desconcentración en las actividades que no han escogido voluntariamente, por ejemplo, en el contexto escolar. Por este motivo, incluso en el caso de inteligencia alta pueden existir dificultades de aprendizaje.

Esta alteración de la atención activa se encuentra casi regularmente en este tipo de niños. Es decir, no se trata solamente de la alteración de la concentración que se observa en muchos niños neurópatas, que desvían la concentración de su meta de trabajo sobre todo por los estímulos externos, por cualquier movimiento o inquietud en su entorno. Más bien se trata de que estos niños desde un principio no están en absoluto dispuestos a dirigir su atención de trabajo hacia aquello que el mundo exterior, en este caso la escuela, exige de ellos.
Hans Asperger: Die „Autistischen Psychopathen“ im Kindesalter, p. 119

Cuando están presentes tales dificultades de concentración, el síndrome de Asperger puede incluso confundirse con el TDAH. También se evidencia tendencialmente como una dificultad de aprendizaje típica del síndrome de Asperger la coherencia central: la capacidad de distinguir entre lo relevante y lo irrelevante.
A diferencia del TDAH, las personas con síndrome de Asperger sí son capaces de prestar atención, no obstante, ellos suelen hacerlo solo cuando el tema que se trata es de su interés.

### Actos ritualizados
Las personas con Asperger a menudo dependen psíquicamente de la organización y diseño de su entorno y de su vida diaria de modo que se mantengan invariables. Los cambios repentinos pueden sobreexigirlos o ponerlos muy nerviosos ante alguna situación. Esto se debe a que los cambios demandan un mayor grado de atención, lo que unido a la supuesta debilidad de las personas con Asperger de desestimar informaciones, tiene que llevar a una actividad cerebral elevada.

### Procesos de percepción y de pensamiento ritualizados
Junto a los actos ritualizados, los esquematismos motores o el habla estereotipada y repetitiva, también se cuentan aquí los procesos del pensamiento y la percepción. Estos consisten en la concentración en unos muy pocos intereses especiales, los que sin embargo se siguen con gran intensidad. Les es propio el mismo aspecto repetitivo que a las estereotipias de los movimientos corporales o la ritualización de determinados cursos de acción. La meta es aliviar al aparato neuronal a través de la reducción de la complejidad y con ello operar de manera conveniente en la balanza energética del cerebro.
La intensiva ocupación e ideación sobre los intereses especiales conduce al desarrollo de sobredotaciones y capacidades insulares en temas aislados, los que pueden estar presentes en mayor o menor medida. Estas sobredotaciones no constituyen entonces capacidades que simplemente están presentes de manera independiente de las acciones de la persona correspondiente, sino que son el resultado de una larga e intensiva ocupación con determinada área temática. Aquí se forman campos y redes neuronales de alta conectividad local, que sin embargo están conectadas de manera muy débil con otras áreas del cerebro.

### Otras características
Las personas con síndrome de Asperger pueden mostrar signos o síntomas que son independientes del diagnóstico, pero que pueden afectarles tanto a sí mismos como a su familia. Aquí se incluyen diferencias en el ámbito de la percepción, así como el sueño.
A menudo, las personas con SA poseen una excelente percepción visual y auditiva. Los niños con trastorno del espectro autista suelen mostrar una percepción mejorada de pequeños cambios en patrones como composiciones de objetos o imágenes bien conocidas. Típicamente, este fenómeno es específico del dominio, e involucra el procesamiento de características sutiles. En cambio, en comparación con personas con autismo de alto funcionamiento, las personas con SA presentan dificultades en algunas tareas que implican el uso de la percepción visoespacial, percepción auditiva o memoria visual. Muchas otras personas con SA u otros trastornos del espectro autista informan de haber experimentado otro tipo de capacidades perceptivas inusuales. Pueden ser inusualmente sensibles o insensibles al sonido, la luz y otros estímulos. Estas respuestas sensoriales se han encontrado en otros trastornos del desarrollo, y no están limitados a los casos de trastornos del espectro autista. Existen datos que apoyan ligeramente la existencia de una respuesta aumentada en situaciones de escape o huida, así como fallos en el proceso de habituación en casos de autismo. Hay más evidencias que sustentan la existencia de una respuesta disminuida a estímulos sensoriales, aunque algunos estudios no han encontrado diferencias significativas.
Los primeros trabajos de Hans Asperger y otras propuestas diagnósticas incluyen descripciones de cierta torpeza física. Los niños con SA pueden retrasarse a la hora de adquirir habilidades que requieran destrezas motrices, como montar en bicicleta o abrir un bote, y pueden parecer sentirse «incómodos en su propia piel». Pueden tener dificultades de coordinación, o mostrar una marcha o postura extrañas, mala caligrafía, o problemas de integración visomotriz. También pueden aparecer problemas con la propiocepción, trastornos en la planificación de secuencias de acciones motorices (apraxia), problemas de equilibrio, marcha en tándem, o dificultades en la oposición de los pulgares. No existen pruebas que indiquen que estas características supongan una diferencia entre el SA y otras formas de autismo de alto funcionamiento.
Los niños con SA suelen tener problemas de sueño, incluyéndose dificultades para quedarse dormidos, frecuentes despertares nocturnos, y despertares excesivamente tempranos (insomnio terminal). El SA también se ha asociado a altos niveles de alexitimia, que consiste en una dificultad para identificar y describir las emociones propias. Aunque se ha asociado el SA con una baja calidad del sueño y alexitimia, aún no se ha establecido de manera definitiva la existencia de una relación causal.
Al igual que ocurre con otras formas de trastorno del espectro autista, los padres de niños con SA muestran altos niveles de estrés.
El trastorno de alimentación selectiva suele ser muy frecuente como comorbilidad en este síndrome al igual que en todos los trastornos del espectro autista.

## Diagnóstico
Los criterios estándar de diagnóstico requieren la presencia de un deterioro en la interacción social y patrones repetitivos y estereotipados de comportamiento, actividades e intereses, sin retraso significativo en el lenguaje o el desarrollo cognitivo. A diferencia de la norma internacional, los criterios de los Estados Unidos también requieren de un deterioro significativo en el funcionamiento del día a día. Otros conjuntos de criterios diagnósticos han sido propuestos por Szatmari et al. y por Gillberg y Gillberg.
Suele diagnosticarse a edades tempranas, entre los cuatro y los once años. Una evaluación completa incluye un equipo multidisciplinario, que observa a través de múltiples ajustes, e incluye la evaluación neurológica y genética, así como pruebas para la cognición, la función psicomotriz, las fortalezas y debilidades verbales y no verbales, el estilo de aprendizaje y las habilidades para la vida independiente. Los criterios de referencia a la hora de diagnosticar un trastorno del espectro autista combinan el juicio clínico con las pruebas ADI-R (Entrevista para el Diagnóstico del Autismo Revisada), una entrevista semiestructurada dirigida a los padres; y ADOS (Escala de Observación para el Diagnóstico del Autismo), una conversación y entrevista con el niño basada en el juego.
Los diagnósticos erróneos o tardíos pueden ser muy perjudiciales para los pacientes y sus familias, y un diagnóstico inadecuado podría conducir a la prescripción de ciertos medicamentos que podrían empeorar los síntomas comportamentales. Por ejemplo, muchos niños con SA son inicialmente diagnosticados de forma errónea con Trastorno por déficit de atención con hiperactividad (TDAH).
Debido a que los criterios diagnósticos están diseñados para niños, y a que los síntomas del SA van variando con la edad, el diagnóstico en adultos presenta mayores dificultades. El diagnóstico en adultos requiere un examen clínico minucioso y una meticulosa revisión de la historia médica, a partir de los datos obtenidos tanto del paciente como de sus allegados, y centrándose en las conductas de la infancia. El diagnóstico diferencial debe descartar otros trastornos del espectro autista, trastornos del espectro esquizofrénico, TDAH, trastorno obsesivo-compulsivo, trastorno depresivo mayor, trastorno semántico pragmático, trastorno del aprendizaje no verbal, síndrome de Tourette, trastorno de movimientos estereotipados y trastorno bipolar.
En casos límite puede haber problemas de infradiagnóstico o sobrediagnóstico, y el coste y la dificultad de la detección y la evaluación puede retrasar el diagnóstico. En cambio, la creciente popularidad de los tratamientos farmacológicos y el aumento de los beneficios asociados han conducido a que se puedan producir casos de sobrediagnóstico de trastornos del espectro autista. Existen indicadores que sugieren que el SA se ha diagnosticado de manera más frecuente en los últimos años, en parte en aquellos casos de diagnósticos residuales de niños de inteligencia normal que no padecen autismo pero presentan dificultades sociales. Se ha señalado que el 2006 ha sido el año en que más ha aumentado el diagnóstico psiquiátrico entre los niños de Silicon Valley, y también podría existir cierta tendencia entre los adultos a autodiagnosticarse con el síndrome.
Han surgido dudas respecto de la validez externa de los diagnósticos de SA, y sobre si existen beneficios prácticos en distinguir el SA del autismo de alto funcionamiento (AAF) o de otros trastornos generalizados del desarrollo no especificados. De este modo, un mismo niño podría recibir un diagnóstico diferente dependiendo de las herramientas de detección utilizadas. El debate acerca de la distinción entre el SA y el AAF se debe en parte a un problema tautológico: los trastornos se definen en función de la severidad del deterioro, por lo que se espera que los estudios confirmen la existencia de estas diferencias en función de la severidad.
El Cociente de Espectro Autista, publicado en 2001 por Simon Baron-Cohen, es una herramienta de diagnóstico en forma de cuestionario que ayuda a determinar el grado en que un adulto presenta los rasgos típicamente asociados al espectro autista. En el caso de arrojar bajas puntuaciones, puede contemplarse la posibilidad de descartar el SA.

## Tratamiento
El tratamiento del síndrome de Asperger está orientado al manejo de la sintomatología estresante, así como a la enseñanza de las habilidades sociales, comunicativas y profesionales apropiadas para la edad que no han sido adquiridas de forma natural durante el desarrollo, a través de una intervención ajustada a las necesidades concretas de cada caso, establecidas a partir de una evaluación multidisciplinar. El síndrome de Asperger no tiene tratamiento pero se debe realizar terapia psicológica con ellos para entrenar habilidades sociales y aprender a manejar la ansiedad. Aunque se han hecho progresos, no abundan los datos que apoyen la eficacia de alguna intervención en concreto.

### Terapias
El tratamiento de elección para el SA se basa en una combinación de terapias dirigidas a los síntomas centrales del trastorno, lo que incluye la pobreza de las capacidades de comunicación y las rutinas obsesivas o repetitivas. La mayor parte de los profesionales son de la opinión de que, cuanto antes tenga lugar la intervención, mejores resultados podrán obtenerse. No obstante, no existe un único tratamiento específico que pueda considerarse como el mejor en todos los casos. El tratamiento del SA es similar al de otros casos de trastornos del espectro autista de alto funcionamiento, pero se diferencia de estos en que su diseño tiene en cuenta las características específicas que presentan las personas con SA, principalmente sus capacidades lingüísticas, su grado de competencia verbal y sus vulnerabilidades a nivel de comunicación no verbal. Un programa de tratamiento habitual suele incluir:
- Entrenamiento en habilidades sociales, para lograr establecer interacciones interpersonales más efectivas.[131]
- Terapia cognitivo-conductual para mejorar el manejo del estrés relacionado con la ansiedad y las emociones incontroladas,[132] como asimismo para canalizar los intereses obsesivos y la aparición de las rutinas repetitivas.
- Terapia farmacológica para el tratamiento de los trastornos que puedan coexistir con el SA, como por ejemplo, el trastorno depresivo mayor o el trastorno de ansiedad.[133]
- Terapia ocupacional o terapia física para el tratamiento de los déficits en la integración sensorial y en la coordinación motriz.
- Intervenciones relacionadas con la comunicación social; una forma concreta de logopedia dirigida a la mejora de los aspectos pragmáticos presentes en la conversación habitual.[134]
- Entrenamiento y apoyo familiar, especialmente para aquellas técnicas conductuales que se deberán desarrollar en el entorno doméstico.

La mayor parte de las investigaciones realizadas con programas de intervención temprana conductuales, son estudios de casos de hasta cinco participantes, y suelen centrarse en el estudio de un número reducido de problemas de conducta, como la automutilación, la agresividad, las conductas de oposición, las estereotipias o el lenguaje espontáneo. A pesar de la popularidad del entrenamiento en habilidades sociales, no se ha podido comprobar de forma firme su efectividad. Con el objetivo de estudiar la eficacia de programas de entrenamiento para los padres de niños con síndrome de Asperger, a fin de permitirles la adquisición de competencias de manejo de las conductas problemáticas de sus hijos, se realizó un estudio controlado que comparó dos formatos o modelos de intervención: o bien los padres asistían a un taller de taller de un día, o recibían diez lecciones individuales. Se consideraron principalmente variables como el número conductas problemáticas informadas, su intensidad y la evaluación que hacían los padres de las competencias de interacción social. Se realizaron mediciones antes del entrenamiento, tras cuatro semanas y al cabo de tres meses. El resultado observado fue que los padres sometidos a estos programas informaron de menos conductas problemáticas y una menor intensidad de las mismas, así como también notaron un incremento de las interacciones sociales de sus hijos. Estos resultados se mantuvieron a través de los formatos (en ambos modelos). Los investigadores concluyen que el entrenamiento de los padres puede ser una intervención muy efectiva en el tratamiento de los niños con síndrome de Asperger y sus problemas conductuales. El entrenamiento profesional es importante para instruir en las normas de etiqueta del mundo laboral y en el comportamiento adecuado en el lugar de trabajo para los casos de adultos con SA.

### Tratamiento farmacológico
No existe un fármaco que trate directamente los síntomas del SA. Aunque las investigaciones al respecto de la eficacia del tratamiento farmacológico del SA son escasas, es de gran importancia diagnosticar y tratar la comorbilidad asociada. Los problemas a la hora de identificar las emociones propias, o al interpretar los efectos de la conducta propia en los demás, pueden hacer que a las personas con SA les resulte difícil entender por qué puede ser necesario someterse a un tratamiento de tipo farmacológico. La medicación puede resultar efectiva, en combinación con intervenciones ambientales y comportamentales, a la hora de tratar síntomas concomitantes con el SA, como el trastorno de ansiedad, el trastorno depresivo mayor, la falta de atención o la agresividad. Los antipsicóticos atípicos, como la risperidona o la olanzapina, han demostrado ser eficaces reduciendo la sintomatología asociada al SA; la risperidona puede reducir las conductas repetitivas o autolíticas, así como los accesos de agresividad e impulsividad, y puede suponer una mejora en los patrones de comportamiento y relaciones sociales. Los inhibidores selectivos de la recaptación de serotonina (ISRS), como la fluoxetina, la fluvoxamina y la sertralina se han mostrado eficaces para el tratamiento de los comportamientos e intereses repetitivos y restringidos.
Se debe tener cuidado con el uso de fármacos, ya que los efectos secundarios pueden ser más frecuentes y más difíciles de detectar en los casos de SA. Se ha señalado la posibilidad de desarrollar anormalidades en el metabolismo o en el sistema de conducción eléctrica del corazón, así como un incremento en el riesgo de desarrollar diabetes mellitus tipo 2 con este tipo de medicaciones, así como severos efectos secundarios de tipo neurológico a largo plazo. Los ISRS pueden provocar manifestaciones de activación conductual como impulsividad, agresividad y trastornos del sueño. La risperidona puede provocar aumento de peso y fatiga, así como un aumento del riesgo de aparición de sintomatología extrapiramidal, como inquietud y distonías, así como un incremento en los niveles de prolactina. La sedación y el aumento de peso son más comunes con la olanzapina, que también se ha asociado a la diabetes. Los efectos secundarios relacionados con la sedación en niños en edad escolar pueden tener repercusiones en el aprendizaje. Las personas con SA pueden ser incapaces de identificar y comunicar a los demás sus estados de ánimo o emociones internas, o de tolerar algunos efectos secundarios que para la mayor parte de la gente no serían problemáticos.

## Impacto social en adultos
Aunque los adultos con Asperger pueden tener problemas similares, no es normal que reciban el tratamiento que se ofrecería a los niños. Las consecuencias finales de esta condición dependen de la intensidad con que se manifiesta y del grado de aislamiento social en que se han desarrollado. Pueden encontrar dificultades buscando empleo o estudiando diplomaturas o licenciaturas debido a su poca habilidad para las entrevistas o su perfil resultante en los tests de personalidad. También pueden ser más vulnerables a la pobreza en comparación a la población en general, debido a sus dificultades en encontrar y mantener el empleo, la falta de estudios, habilidades sociales limitadas y otros factores. Si realmente consiguen empleo, pueden ser malentendidos, se pueden aprovechar de ellos, cobrar menos que compañeros sin Asperger, y ser el blanco de abusos, discriminación y acoso laboral. Su déficit de comunicación puede hacer que la gente en el trabajo tenga dificultades en entender a la persona con Asperger, y pueden tener problemas con jefes y supervisores. También pueden tener una escasa o nula capacidad para trabajar bajo presión.
Las personas con Síndrome de Asperger pueden tener dificultades para entablar y mantener relaciones de pareja estables o casarse debido a sus limitadas habilidades sociales. De manera similar a los abusos escolares, la persona con Asperger es vulnerable a problemas en el vecindario, como conducta asocial y acoso de terceros hacia su persona.
En muchos adultos con el síndrome se pueden presentar actitudes no acordes con su edad cronológica, lo cual fácilmente podría confundirse con el síndrome de Peter Pan. Motivo por el cual muchas veces son juzgados como «inmaduros» o «pueriles», especialmente por parte de quienes desconocen la condición.[cita requerida]
Por otra parte, los adultos con Asperger con un compromiso socioemocional pequeño se casan, obtienen títulos universitarios y mantienen empleos. [cita requerida] Su tendencia a utilizar la lógica a menudo hace que la gente con Asperger alcance un nivel muy alto en su campo de interés (astronomía, matemáticas, física, química, medicina, manualidades (madera, ladrillos, etc.), literatura y música...).[cita requerida] Incluso, en algunos casos pueden ser capaces de emprender sus propios negocios ya que de esa forma pueden darle rienda suelta a sus intereses obsesivos.
Además, en función de su maduración podrán tener problemas para realizar con normalidad tareas básicas de autonomía en casa o en la calle, y debido a eso necesiten ayuda de dependencia para poderlas realizar con normalidad.
Se han visto casos de adultos con la condición que debido al hecho de no haber tenido un diagnóstico correcto desde la infancia y haber recibido una educación hogareña sumamente rigurosa y estricta pudieran desarrollar inseguridad en sí mismos y apegos, lo cual conlleva el hecho de ser juzgados como «sobreprotegidos» aparte de requerir ayuda profesional por medio de especialistas.
En el año 2005, Simon Baron-Cohen puso a punto el Adult Asperger Assessment (AAA), que podríamos traducir por Evaluación de Asperger en Adultos. Se trata de un instrumento para el diagnóstico del síndrome de Asperger que complementa los valores del Cociente de Empatía y del Cociente de Espectro Autista con una lista de 4 requisitos y 16 síntomas que valorar. Si el valor del Cociente de Empatía es bajo, el valor del Cociente de Espectro Autista alto y se cumplen los 5 requisitos y un mínimo de 10 de los síntomas, el sujeto evaluado manifiesta el fenotipo ampliado del autismo, y existe una gran probabilidad de que esté afectado por el síndrome de Asperger.
En muchos casos, el tratamiento de esta condición en la edad adulta se enfoca en mejorar la interacción social, así como abordar asuntos laborales y de pareja. Debido a las dificultades en la comprensión de las normas sociales y la comunicación no verbal, algunas personas con Asperger pueden enfrentar desafíos para establecer relaciones románticas en su vida adulta. Sin embargo, con el apoyo adecuado, la terapia y la comprensión de familiares y amigos, es posible que estas personas puedan desarrollar relaciones afectivas y sociales satisfactorias en algún momento de sus vidas.

## Perspectiva educativa del síndrome de Asperger
Los alumnos con síndrome de Asperger requieren contextos inclusivos para adaptarse con cierto margen de eficacia a los procesos de aprendizaje. En muchas ocasiones el desconocimiento de los rasgos característicos de este síndrome llevan al profesorado a la confusión con actitudes inadaptadas.
Gracias a las modificaciones legislativas podemos decir que en la actualidad hablamos de inclusión en lugar de integración de estos alumnos en las escuelas, siendo entonces el sistema escolar el que atienda la diversidad de las aulas, y no el alumno el que se tenga que «integrar/adaptar» al sistema vigente.
En los Estados Unidos, con la promulgación de la Ley de Educación para Individuos con Discapacidades (IDEA, por su sigla en inglés) en 1975 y las leyes subsiguientes, todos los niños con discapacidades tienen derecho a una educación pública apropiada y gratuita.
Los niños con todo tipo de discapacidades están incluidos en el aula de educación general durante todo o buena parte del día, son ahora la norma en las escuelas públicas. Dado el creciente número de niños diagnosticados con síndrome de Asperger, el profesor tiene mucha probabilidad de tener un niño con este trastorno en su escuela y, en algún momento, en su clase.
Los niños que padecen este trastorno no se unen al juego de sus iguales, no están motivados a hacerlo, y puede reaccionar con fuerza si son forzados. Toleran el contacto social si se juega bajo sus reglas. Presentan deficiencias que les impiden darse cuenta de reglas de conducta social implícita, es por ello que pueden emitir comentarios que resulten agresivos o rudos y no busquen la mejor manera de dirigirse a las personas.
Si precisamente la discapacidad del niño con SA radica en la dificultad para interactuar con todo el que le rodea, esto va a hacer que repercuta en su proceso de enseñanza-aprendizaje y en su desarrollo como persona. Es muy importante captar esas dificultades de relación y comunicación de los niños con SA, y detectarlas para poder actuar ante ellas. Si esto se hace desde la infancia, las perspectivas son más positivas.

### Detección del problema en escolares
Para detectar el problema, los maestros deben prestar especial atención a:
- La dificultad para afrontar situaciones sociales.
- La testarudez en el control motor (escritura), de emociones y empatía.
- El aprendizaje atípico: vasto conocimiento en áreas concretas y problemas con el resto.
- El rechazo a la interacción social y la falta de percepción del lenguaje no verbal.
- La ansiedad ante el cambio de rutinas.[150]

### La evaluación educativa en niños con SA
Se deben tomar en cuenta los siguientes aspectos:
- No comparar con el resto de compañeros.
- Considerar la evaluación continua, y siempre en positivo.
- Dedicar el tiempo necesario para captar el ritmo del alumno e interactuar con él.
- Evaluar la zona de desarrollo próximo.
- Usar la creatividad, la comunicación no verbal.
- Visual en vez de auditiva, diaria en vez de trimestral, observar sin exámenes, que evite los juicios y tenga pocas instrucciones, que contenga un ejemplo inicial.
- Darles actividades estructuradas con tiempos estipulados. Si la tarea es compleja, dividirla en tareas sencillas. La mayoría de ellos son sensibles a la presión externa, lo cual les genera estrés y puede conllevar bloqueos mentales.

### La educación infantil
Algunas estrategias educativas para la educación infantil:
- Estimular la relación con los compañeros para impulsarlos a compartir con actividades conjuntas, que fomenten el contacto.
- Enseñar el uso funcional de los objetos creativamente y desarrollar el lenguaje y la variedad de códigos valorando sus intentos.
- Establecer normas que favorezcan la flexibilidad mental a partir de las rutinas (debe haber constancia) y un contexto estructurado.
- Anticipar las actividades-situaciones con horarios visuales.

### La educación primaria
Algunas posibles tácticas disciplinarias para la educación primaria:
- Establecer reglas de cumplimiento constante y rutinas para la mañana y la tarde con «tarjetas de actividad».
- Asegurarse de que el niño sepa lo que se espera de él, siempre en sentido positivo para persuadirle.
- Compensar actividades desagradables con sus favoritas, a modo de recompensa. Es aconsejable que actividades no provechosas para el niño tengan un tiempo fijo para realizarse.

Por lo general, el efecto de la inclusión de alumnos con SA es positivo dado que el contacto con sus pares hace que desarrollen sus habilidades sociales.

## Controversia
En el DSM IV, la Asociación Estadounidense de Psiquiatría (American Psychiatric Association) incluía al síndrome de Asperger como una entidad clínica propia. Actualmente se propone la inclusión de este cuadro clínico dentro de los trastornos del espectro autista para la nueva versión DSM-V, dado que un gran número de investigadores sostienen que el criterio del DSM IV no funciona en la práctica clínica —Mayes (2001), Miller y Ozonoff (2000), Leekam, Libby, Wing, Gould y Gillberg (2000)— y la mayoría de los casos diagnosticados de Asperger se pueden englobar en el Trastorno del Espectro Autista —Miller y Ozonoff (2000), Bennett (2008), Williams (2008)—.
Algunos adultos diagnosticados con síndrome de Asperger sostienen que este no es un trastorno o síndrome en sí, sino simplemente una forma de ser y que sus condiciones proveen al individuo de ventajas y desventajas. Sin embargo, no existe entre las asociaciones de familiares o de autoayuda una posición consensuada al respecto. Así, por ejemplo, la Federación Asperger de Francia más bien se adhiere a la definición de los catálogos diagnósticos, postulando que el síndrome de Asperger es un trastorno severo del desarrollo, que conlleva una alteración neurobiológicamente determinada en el procesamiento de la información.